# Нешич, Неманя
Нема́ня Не́шич (серб. Немања Нешић / Nemanja Nešić; 16 мая 1988, Смедерево — 6 июня 2012, там же) — сербский гребец, выступал за национальную сборную Сербии по академической гребле в конце 2000-х — начале 2010-х годов. Двукратный бронзовый призёр чемпионатов Европы, победитель и призёр многих регат национального значения.

## Биография
Неманя Нешич родился 16 мая 1988 года в городе Смедерево Подунайского округа Югославии. Активно заниматься греблей начал в возрасте тринадцати лет в 2001 году, проходил подготовку в местном одноимённом гребном клубе «Смедерево».
Дебютировал на международной арене в 2005 году, выступив на чемпионате мира среди юниоров в немецком Бранденбурге, где занял в безрульных четвёрках пятое место. В следующем сезоне отметился выступлением на юниорском мировом первенстве в Амстердаме, затем стартовал на молодёжном чемпионате мира в Глазго, где так же был пятым. В 2008 году попал в состав взрослой гребной команды Сербии и впервые выступил на Кубке мира по академической гребле.
Первого серьёзного успеха на взрослом международном уровне добился в сезоне 2009 года, когда вошёл в основной состав сербской национальной сборной и побывал на чемпионате Европы в белорусском Бресте, откуда привёз награду бронзового достоинства, выигранную в зачёте безрульных распашных четвёрок лёгкого веса совместно с партнёрами Милошем Станоевичем, Ненадом Бабовичем и Милошем Томичем — лучше них финишировали только команды Франции и Германии.
В 2011 году с теми же партнёрами Нешич выступал на европейском первенстве в болгарском Пловдиве, где вновь стал бронзовым призёром в лёгких четвёрках без рулевого, на этот раз их обошли сборные команды Италии и Чехии. Участвовал в олимпийской квалификационной регате в швейцарском Люцерне, где финишировал в финале четвёртым, немного не дотянув до призовых позиций.
Утром 6 июня 2012 года во время тренировки на гребной базе в Смедерево умер от остановки сердца.